# Verdetto: colpevole
Verdetto: colpevole (Guilty as Charged) è un film per la televisione statunitense del 1991.

## Trama
Ben Kallin, con l'aiuto di Aloysius, rapisce uomini accusati di omicidio e li imprigiona nel suo scantinato e li fa giustiziare dalla sedia elettrica da lui stesso  creata.